# نبرد دوم پانی‌پت
نبرد دوم پانی‌پت به تاریخ ۵ نوامبر ۱۵۵۶ میلادی میان پادشاه هندو به‌نام هیمو و نیروهای امپراتوری گورکانی، جلال الدین محمد اکبر رخ داد. هیمو چند هفته قبل شهرهای دهلی و آگره را پس از مغلوب نمودن نیروهای گورکانی به رهبری تاردی بیگ‌خان در جنگ دهلی، تصرف نموده و خود را طی یک تاج‌گذاری در پورانا کویلا در دهلی راجا ویکرامادیتا اعلام کرده بود. اکبر و محافظ وی بایرام خان پس از این‌که از شکست آگره و دهلی آگاه شدند، به سوی پانی‌پت حرکت کردند تا قلمرو از دست رفته را پس بگیرند. دو ارتش در منطقه پانی‌پت و در فاصله نه چندان دور از محل نبرد اول پانی‌پت که در ۱۵۲۶ رخ داده بود، به مصاف هم رفتند.
هیمو و نیروهای وی به لحاظ تعداد قوا برتری داشتند. با این حال، هیمو درست در وسط جنگ بر اثر تیری که خورده بود مجروح شده و از هوش رفت. نیروهای وی با دیدن افتادن رهبر شان دچار وحشت شده و از هم پاشیدند. هیمو که بی‌هوش بود و با مرگ دست و پنجه نرم می‌کرد، دستگیر گردیده و متعاقباً با فرمان اکبر توسط بایرام خان سر زده شد و نبرد با پیروزی قاطع قوای گورکانی به پایان رسید.

## پس‌زمینه
نصیرالدین همایون که جانشین بابر، مؤسس امپراتوری گورکانی بود، میراث خود را از دست داد و شیر شاه سوری وی را از هندوستان متواری ساخت، سوری سپس امپراتوری سور را در ۱۵۴۰ میلادی تأسیس کرد. دهلی و آگره در دست شیر شاه افتاد، اما وی چندی بعد در ۱۵۴۵ میلادی در کلنجار وفات کرد. پسر جوان‌تر وی به‌نام اسلام شاه سوری جانشین وی شد که یک حاکم توان‌مند بود. با این وجود، هنگام مرگ وی در ۱۵۵۴ میلادی، امپراتوری سوری درگیر جنگ‌های جانشینی گردیده و با شورش و از دست دادن ولایات دچار گردید. همایون از این اختلافات استفاده نمود تا آنچه را از دست داده بود مجدداً تصرف نماید و گورکانیان به تاریخ ۲۳ ژوئیه ۱۵۵۵ سکندر شاه سوری را مغلوب نموده و نهایتاً دوباره کنترل دهلی و آگره را در دست گرفتند.
جانشین برحق اسلام شاه که پسر دوازده ساله وی به ‌نام فیروز خان بود، توسط مربی‌اش به قتل رسید، مربی وی که عادل شاه سوری نام داشت بر تخت نشست. اما، حاکم جدید به‌جای اداره امور دولت بیشتر به خوش‌گذرانی علاقه‌مند بود. اداره امور بیشتر به هیمو محول شده بود، هیمو یک همکار قدیمی شیرشاه سوری از ریواری بود، وی که با شرایط متواضع بزرگ شده بود، هم به عنوان وزیر عادل شاه و هم به عنوان جنرال ارتش سوری خدمت می‌کرد. زمانی که همایون در ۲۷ ژانویه ۱۵۵۶ وفات کرد، او در بنگال بود. مرگ امپراتور گورکانی فرصتی ایده‌آل را برای هیمو فراهم کرد تا گورکانیان را شکست داده و قلمرو از دست رفته را پس گیرد.
هیمو حملات شدید را از بنگال آغاز نموده و گورکانیان را از مناطق بایانا، ایتاوا، بهارتانا، بیدونا، لکنا، سمبال، کالپی و نارنول بیرون کرد. حاکم آگره که از تهاجم قریب‌الوقوع هیمو خبردار شد، بلافاصله شهر را تخلیه نموده و بدون هیچ مبارزه‌ای از شهر فرار کرد. هیمو با تعقیب نمودن حاکم آگره به تغلق‌آباد که قریه‌ای در اطراف دهلی است رسید، وی در آنجا به نیروهای حاکم دهلی مغول به‌نام تاردی بیگ خان حمله نموده و وی را در جنگ تغلق‌آباد مغلوب کرد. وی تنها پس از یک روز جنگ به تاریخ ۷ اکتبر ۱۵۵۶ دهلی را در تصرف خود درآورد و با اخذ عنوان ویکرامادیتا (یا بیکرام‌جیت) ادعای سلطنت نمود.

## آغاز جنگ
پس از شنیدن خبر فاجعه‌آمیز از تغلق‌آباد، جانشین همایون که پسر ۱۳ ساله وی، جلال الدین محمد اکبر بود، همراه با محافظ خود به‌نام بایرام خان به سوی دهلی شتافت. از بخت بلند، علی قلی خان شایبانی (بعداً مشهور به خانِ زمان) که از قبل با ۱۰٬۰۰۰ سواره نظام قدرت‌مند به عنوان پیش قراول فرستاده شده بود، شانس خود را آزمایش نموده و بر توپ‌خانه‌های هیمو که توسط محافظین ضعیف انتقال داده می‌شدند حمله کرد. وی به آسانی توانست تمامی توپ‌خانه‌ها را از افغان‌ها که سلاح‌ها را رها نموده و بدون هیچ جنگی فرار کردند، بگیرد. این امر قرار بود بهای سنگینی به هیمو در پی داشته باشد.
ارتش گورکانی به تاریخ ۵ نوامبر ۱۵۵۶ با ارتش هیمو در میدان جنگ تاریخی پانی‌پت روبرو شد. اکبر و بایرام خان در عقب قوا و هشت مایل دورتر از میدان جنگ باقی ماندند.

## تشکیلات جنگی
ارتش گورکانی با علی قلی خان شیبانی و ۱۰٬۰۰۰ سواره نظام‌ش در مرکز رهبری می‌شد، سکندر خان ازبک در جناح راست و عبدالله خان ازبک در جناح چپ قرار داشتند. نیروهای طلیعه‌دار توسط حسین قلی بیگ و شاه قلی مهرمان رهبری می‌گردید و شامل گروه ترک‌های تحت رهبری بایرام خان نیز می‌گردید.
ارتش هیمو از نظر تعداد برتری داشت و نیروهای وی شامل ۳۰٬۰۰۰ سواره نظام قدرت‌مند متشکل از اسب سواران افغان و به تعداد نزدیک به ۵۰۰ فیل بود. هر فیل جنگی با صفحه‌های زرهی محافظت شده و بر بر آن‌ها تفنگ‌داران و کمانداران قرار داشتند. هیمو شخصاً ارتش خود را در جنگ رهبری می‌کرد و بر بالای فیلی که هاوای نام داشت نشسته بود. جناح چپ وی توسط خواهرزاده‌ش به‌نام رامیا و جناح چپ ارتش وی توسط شادی خان کاکر هدایت می‌شد. ارتش وی یک نیروی مجرب و با اعتماد به نفس بود و هیمو تا آن زمان در ۲۲ جنگ، از بنگال تا پنجاب، برنده شده بود. اما در این جنگ، هیمو هیچ توپ‌خانه‌ای نداشت.

## نبرد
هیمو تهاجم را شروع کرد و فیل‌های خود را به جناح‌های راست و چپ ارتش گورکانی رها کرد. آن عده از سربازانی که از لگام گسیختگی فیل‌ها فرار می‌کردند، به‌جای این که عقب‌نشینی کنند، تصمیم می‌گرفتند تا به جناح‌های ارتش رفته و به طلیعه داران سواره نظام هیمو حمله کنند و با توانایی برتری که در کمان‌داری داشتند آن‌ها را از بین ببرند. نیروهای مرکزی گورکانی نیز پیشروی نموده و در نزدیکی یک آب‌کند تنگ و عمیق در حالت دفاعی موقعیت گرفتند. نه فیل‌های و نه سواره نظام هیمو قادر نبودند از این دره تنگ عبور نموده و خود را به دشمن برسانند، نیروهای هیمو در این زمان در معرض سلاح‌های که از جانب گورکانیان پرتاب می‌شد قرار داشتند. هم‌زمان، سواره نظام مغول با اسب‌های تند شان توانسته بودند راه خود را به پهلوها و عقب دشمن که افغان‌ها قرار داشتند باز نموده و فیل‌ها را هدف بگیرند، این نیروهای گورکانی یا بر پاهای این حیوانات بزرگ ضربه می‌زدند یا راکب آن را از بین می‌بردند. هیمو مجبور شد فیل‌های خود را به عقب براند و حمله افغان‌ها آرام‌تر شد.
علی قلی خان که متوجه کاهش حمله افغان‌ها شد، سواره نظام خود را به بیرون رهبری نموده و نیروهای افغان را محاصره نموده و بر مرکز آن‌ها از عقب حمله کرد. هیمو که میدان جنگ را از هوده خود از بالا نظارت می‌کرد، بی‌درنگ به سوی این نیروها شتاب نمود تا ضد حمله نماید. حتی پس از این‌که افتادن شادی خان کاکر و یاور توانای دیگر خود بهاگوان داس را دید، باز هم به ضد حمله‌ها علیه گورکانیان ادامه داد و هر کسی که فیل وی را به چالش می‌کشید زیر پا می‌کرد. هرچند این جنگ بی‌نهایت پرستیز بود، اما ظاهراً میدان جنگ در حال چرخش به نفع هیمو بود. هر دو جناح ارتش گورکانی به عقب رانده شده بودند و هیمو گروه فیل‌ها و سواره نظام خود را به پیش راند تا مرکز آن‌ها را در هم بشکند. دقیق در همین موقع، هیمو که احتمالاً در نوک پیروزی قرار داشت با یک تیری اتفاقی از نیروهای مغول که در چشم وی اصابت کرد، مجروح شد و بی‌هوش بر زمین افتاد. نیروهای وی که این صحنه زمین‌خوردن وی را دیدند دچار وحشت شدند، تشکیلات نظامی را شکستند و فرار کردند. هیمو مغلوب این جنگ شد؛ ۵٬۰۰۰ مرده در میدان جنگ افتاده بودند و تعداد زیادی دیگر هنگام فرار کشته شدند.

## پیامد جنگ
فیلی که هیموی زخمی و نیمه‌جان را با خود می‌برد، بعد از چند ساعت و پس از پایان جنگ توسط گورکانیان دستگیر گردیده و به اردوگاه گورکانی برده شد. بایرام خان از شاه ۱۳ ساله خواست تا هیمو را سر بزند، اما وی شمشیر گرفتن در مقابل یک مرد مرده را رد کرد. اکبر قانع کرده شد که با شمشیر خود سر هیمو را لمس نموده و بعداً بایرام خان او را اعدام کرد. سر هیمو به کابل فرستاده شد تا در خارج دروازه دهلی آویزان شود و جسد وی نیز در دروازه‌ای در پورانا کویلا، دهلی، جای که وی در ۶ اکتبر تاج‌گذاری نموده بود، برای عبرت دیگران آویزان شد. چندین حامی و بستگان هیمو از دم تیغ گذرانده شد و یک مناره چندی بعد برپا شد. نقاشی این مناره یکی از ۵۶ نقاشی معروف زندگی اکبر در نسخه اکبرنامه است. یک مناره یادبود هیمو نیز در نقطه‌ای که وی در پانی‌پت سر زده شده بود، نصب شد. از این مناره به نام سمادی ستالِ هیمو یاد می‌گردد.
با درگذشت هیمو، اقبال عادل شاه نیز به سوی بدتر شدن تغییر جهت داد. وی توسط خذر خان که پسر محمد خان سور از بنگال بود در آوریل ۱۵۵۷ میلادی مغلوب و کشته شد. غنیمت‌های جنگی، جنگ پانی‌پت شامل ۱۲۰ فیل هیمو نیز می‌شد، حرکت مخرب این فیل‌ها در میدان جنگ به حدی گورکانیان را تحت تأثیر قرار داد که به زودی آن‌ها به بخش مهمی از استراتژی نظامی گورکانی مبدل شدند.

## ارجاعات
1. 1 2 3 4  Sarkar 1960, p. 68.
2. ↑  . Govt of Panipat https://panipat.gov.in/second-battle/. {{cite web}}: Missing or empty |title= (help)
3. ↑  Sarkar 1960, p. 66.
4. ↑  Qanungo 1965, p. 448.
5. 1 2 3  Chandra 2004, p. 91.
6. 1 2  Sarkar 1960, p. 67.
7. ↑  Richards 1995.
8. ↑  Tripathi 1960, p. 175.
9. 1 2  Sarkar 1960, p. 69.
10. ↑  Roy 2004, p. 76.
11. ↑  Chandra 2004, p. 92.
12. ↑  Sarkar 1960, p. 68: Chandra names Hemu's nephew as Ramaiyya.[۱۱]
13. ↑  Sarkar 1960, pp. 68–69.
14. ↑  Sarkar 1960, p. 69: According to Sarkar, the battle was still evenly matched when the random arrow found Hemu.
15. 1 2  Tripathi 1960, p. 176.
16. 1 2 3 4  Chandra 2004, p. 93.
17. ↑  "Hemu's Samadhi Sthal". Haryana Tourism. Retrieved 13 July 2016.
18. ↑  "Places Of Interest / Hemu's Samadhi Sthal". panipat.gov.in. Retrieved 13 July 2016.
19. ↑  Tripathi 1960, p. 177.
20. ↑  Roy 2013, p. 47.